# Colina (Segovia)
Colina es una entidad de población española del municipio de Segovia, perteneciente a la provincia homónima, en la comunidad autónoma de Castilla y León.

## Historia
Hacia mediados del siglo XIX, el lugar, por entonces perteneciente a Fuentemilanos, tenía contabilizada una población de doce habitantes. Aparece descrito en el sexto volumen del Diccionario geográfico-estadístico-histórico de España y sus posesiones de Ultramar de Pascual Madoz con las siguientes palabras:

COLINA: desp. en la prov. y part. jud. de Segovia (3 leg.), térm. jurisd. de Fuentemilanos (1 1/2): sit. en una pequeña llanura, le combaten bien los vientos y su clima es templado. Hay 2 casas de labranza para los colonos y en una de ellas un molino de harina con 2 piedras: tiene 470 obradas de las que se cultivan sobre 120 de tierra á 2 hojas y lo restante es monte de chaparro, de encina, que no se labra por su mala calidad. prod.: trigo, cebada, centeno y garbanzos; cria caza de conejos, liebres, palomas y en abundancia perdices. pobl.: habitan constantemente en las dos casas 12 personas. Se pagan de renta por las tierras labrantias 200 fan. de trigo y cebada por mitad, 130 de trigo puro por el molino y 1,200 rs. por yerbas y el monte.
(Madoz, 1847, p. 521)

En la actualidad, pertenece al municipio de Segovia. En los libros parroquiales de Fuentemilanos del siglo XVI, del que era anejo entonces, se menciona que tiene adscrito un lugar de nombre La Puente. Contaba con un molino que llamaban de Don Sancho del Espinar y tenía su propia feligresía.[cita requerida]